# 나건필
나건필(1971년 ~)은 대한민국의 가수다. 2008년 정규 앨범 [껌같은 사랑]으로 데뷔했다.

## 방송
- 히든싱어 1 (2013) - 김건모편 준우승, 왕중왕전 6위

## 음반
- 껌같은 사랑 (2008)
- 꽉찬프로젝트 '하이브리드' (2012)
- 와다다다다 (2017)
- 최신가요 퍼레이드 (2019)
- 헬핑 피플(꿈 사랑) (2019)
- 최신가요 박람회 (2019)
- 트로트 25시 (2020)
- 껌 같은 사랑 (2021)

## 공연
- 히든7스페셜 콘서트 - 부산 (2016)
- 2020 트롯젠틀맨 전국투어콘서트 - 부산 (2020)